# Andrômeda X
Andrômeda X (And 10) é uma galáxia anã esferoidal a aproximadamente 2.9 milhões de anos-luz de distância do Sol, na direção da constelação de Andromeda. Descoberta em 2005, And X é uma galáxia satélite da Galáxia de Andrômeda (M31).